# Chenoua (plage)
Pour les articles homonymes, voir Chenoua.
Chenoua Plage est une plage d'Algérie et une localité de la commune de Tipaza, située aux pieds du mont Chenoua.

## Description
Elle a été chantée par Camus dans « les Noces ». On y accède par une route de corniche contournant le massif par le nord. L'une de ces plages part du bord de l'enceinte des ruines romaines de Tipaza et développe sa courbe 2 km plus loin au pied du petit village donnant accès à la route de la corniche.
À la fin des années 1960, on y a édifié le complexe touristique de Matares à la sortie ouest de l'agglomération de Tipaza. Construit par l'architecte Fernand Pouillon, il rappelle la forme d'un ksar traditionnel et présente en gradins vers la plage une quarantaine de bungalows ainsi qu'un hôtel.